# Jonathan Shapiro

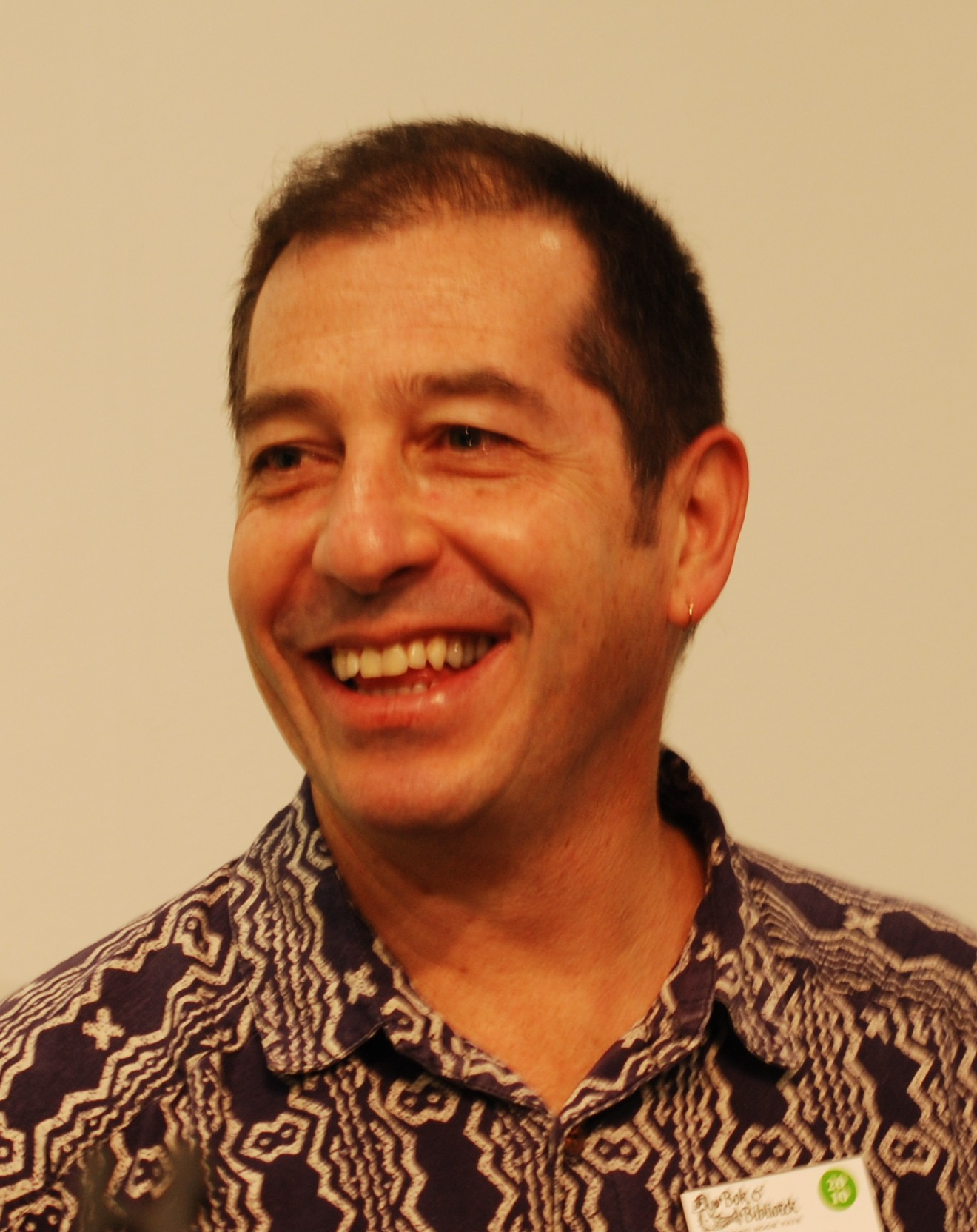
Jonathan Shapiro på Bokmässan i Göteborg 2010

Jonathan Shapiro, alias Zapiro, född 1958 i Kapstaden, är en sydafrikansk karikatyrtecknare.
Shapiro påbörjade först studier i arkitektur, och senare i grafisk design, vid University of Cape Town. Som vapenvägrare under apartheidtiden engagerade han sig 1983 i United Democratic Front och började 1987 teckna satiriska bilder i dess tidskrift South. Shapiro anhölls 1988, men lyckades komma iväg på ett treårigt Fulbright-stipendium till School of Visual Arts i New York. År 1991 var han tillbaka i Sydafrika och sedan 1994 har han tecknat för många av de största tidningarna där. Han arbetar regelbundet i bland annat Mail & Guardian, Cape Times och The Star.
Från The Madiba years 1996 har han årligen publicerat samlingar av sina teckningar i  bokform.

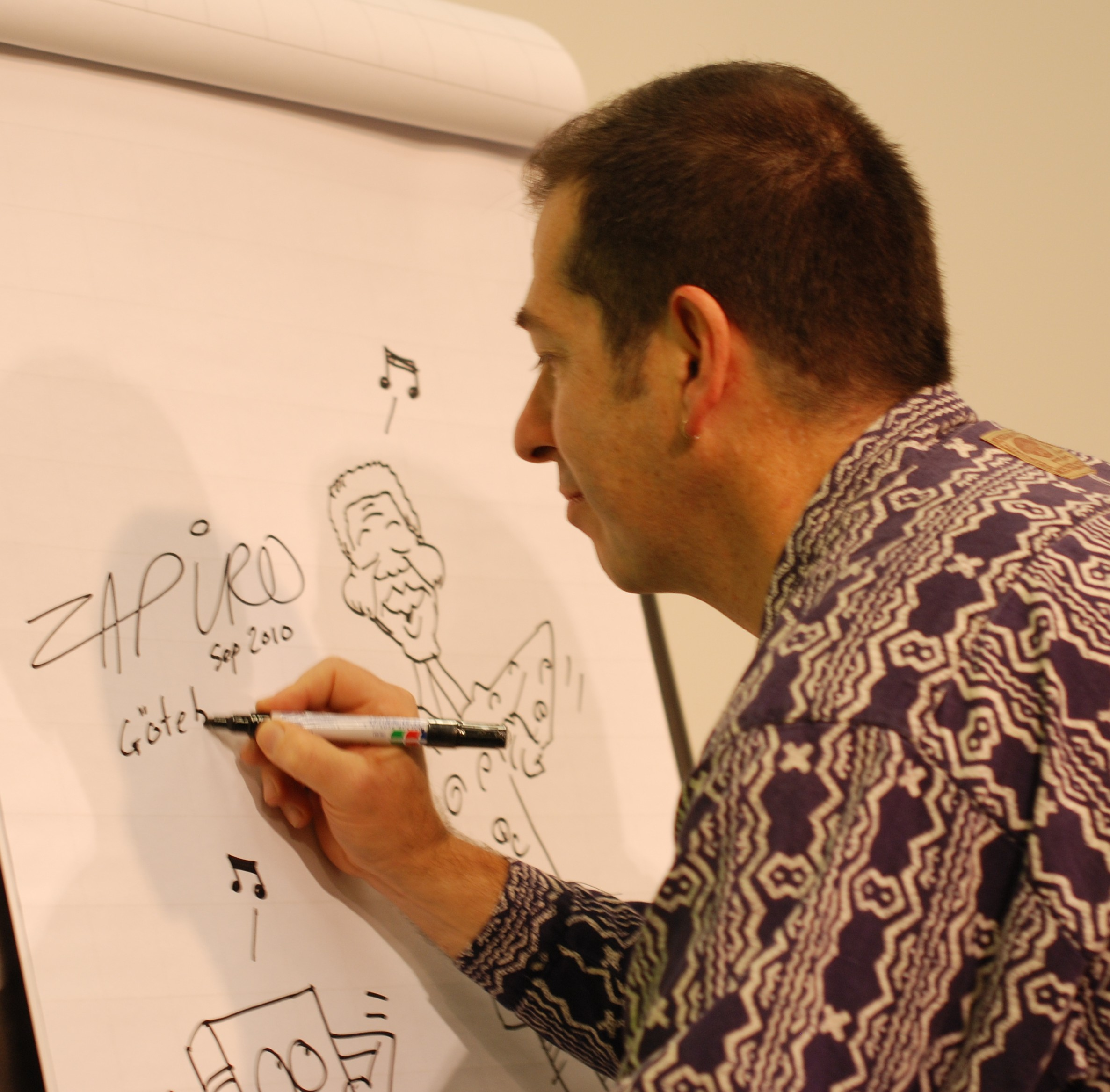
Jonathan Shapiro ritar en karikatyr av Nelson Mandela

Åren 2008 och 2009 lämnade Jacob Zuma, Sydafrikas president, in två stämningsansökningar mot Shapiro med begäran om ett mångmiljonbelopp i skadestånd. I maj 2010 försökte en muslimsk organisation i Sydafrika i domstol stoppa publicering av en teckning av Muhammed, där denne avbildades hos en terapeut yttrande: "Andra profeter har anhängare som har humor!"